# والنتینا کوتیک
والنتینا کوتیک (اوکراینی: Валентина Котик؛ زادهٔ ۸ ژانویهٔ ۱۹۷۸) بازیکن فوتبال اهل اوکراین است.
وی همچنین در تیم ملی فوتبال زنان اوکراین بازی کرده‌است.